# Heinrich Zangger

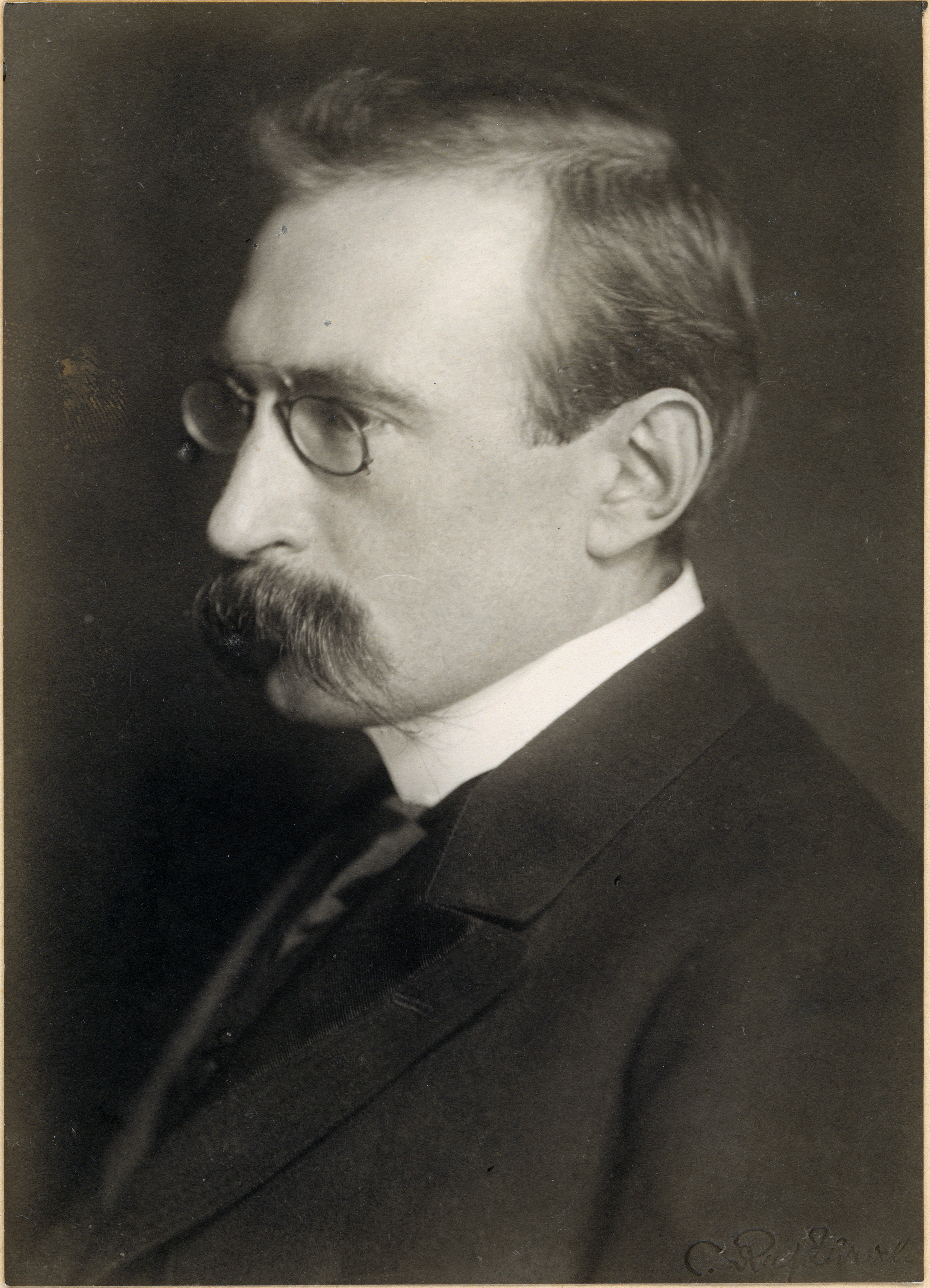
Heinrich Zangger

Heinrich Zangger (* 6. Dezember 1874 in Bubikon; † 15. März 1957 in Zürich) war ein Schweizer Toxikologe und Gerichtsmediziner.
Zangger war der Sohn eines Landwirts und studierte Medizin an der Universität Zürich und erhielt am 19. Februar 1902 seine Promotion (Histologisch-färbetechnische Erfahrungen im Allgemeinen und speziell über die Möglichkeit einer morphologischen Darstellung der Zellnarkose [vitale Färbung]). Schon am 15. April des gleichen Jahres erfolgte die Ernennung zum Extraordinarius für Anatomie und spezielle Physiologie der Haustiere an der Veterinärmedizinischen Fakultät (Tierspital) der Universität Zürich.
Am 7. September 1905 erfolgte dann die Ernennung zum Extraordinarius für gerichtliche Medizin an der Universität Zürich mit Wirkung zum 15. April 1906. Vom 21. März 1912 bis zu seiner Emeritierung am 15. Oktober 1941 war Zangger Ordinarius und Direktor des neugegründeten Instituts für gerichtliche Medizin.
1932 wurde er in das Internationale Komitee vom Roten Kreuz gewählt, welchem er als aktives Mitglied bis 1947, später als Ehrenmitglied, angehörte. Er war an der Ausarbeitung des Zürcher Strafgesetzbuchs (StGB) und des Haftpflichtgesetzes beteiligt und auch im Umweltschutz und der Katastrophenmedizin aktiv.
Im Jahre 1924 erhielt er den Marcel-Benoist-Preis […] für sein im Jahre 1924 erschienenes Werk ‘Vergiftungen’. Durch dieses Werk hat Professor Zangger als erster auf die mit der Entwicklung der Technik zusammenhängenden mannigfachen neuen Vergiftungsgefahren hingewiesen, wertvolle Wegleitungen für ihre Bekämpfungen, sowie für die Diagnostizierung der durch Vergiftungen verursachten Krankheitserscheinungen und damit für die Verbesserung der Therapie und Prophylaxe gegeben.
Er wies bereits 1925 auf die Gefährlichkeit des Zusatzes von Tetraethylblei zu Kraftstoffen hin.
Der Nachlass Heinrich Zanggers befindet sich in der Handschriftenabteilung der Zentralbibliothek Zürich.
1906 heiratete er Mathilde Mayenfisch. Er fand auf dem Friedhof Sihlfeld seine letzte Ruhestätte. Seine Grabstätte wurde aufgehoben.

## Bekanntschaft und Briefwechsel mit Albert Einstein
Seit 1906 kannte Zangger Albert Einstein, den er in diesem Jahr in einer Patentangelegenheit um Rat gefragt hatte. Bis 1933 existierte ein lebhafter Briefwechsel zwischen Zangger und Einstein, der letzte Brief von Einstein datiert aus dem Jahr 1947. Zangger sorgte maßgeblich dafür, dass Einstein 1912 als Professor für theoretische Physik an die ETH Zürich berufen wurde, indem er sich an den Bundesrat Ludwig Forrer wandte, der zwar nicht zuständig war, aber sich bei seinem Kollegen vom Department des Innern verwenden sollte. Dabei machte er geltend, dass theoretische Physiker ohne Labor und Assistenten auskommen würden und so weniger Geld kosteten und er bescheinigte ihm auch aus eigenem Urteil, dass er ein guter Lehrer wäre. Zangger hatte wöchentlich Vorlesungen von Einstein an der Universität Zürich besucht, als dieser 1909 Dozent und dann außerordentlicher Professor war, bevor er 1911 nach Prag ging. Das Polytechnikum in Zürich war kurz zuvor zur vollwertigen Hochschule mit Promotionsrecht aufgewertet worden (Eidgenössische Technische Hochschule). Einstein stand damals in Verhandlung um eine Professur in Utrecht und konnte so ebenfalls Druck ausüben.

## Auszeichnungen (Auswahl)
- 1924: Marcel-Benoist-Preis
- 1925: Mitglied der Leopoldina

## Schriften
- Robert Schulmann (Hrsg.), unter Mitarbeit von Ruth Jörg: Seelenverwandte. Der Briefwechsel zwischen Albert Einstein und Heinrich Zangger (1910–1947). Verl. Neue Zürcher Zeitung, Zürich 2012, ISBN 978-3-03-823784-6.[8]
- mit Ferdinand Flury, Max Cloetta, Erich Hübener: Lehrbuch der Toxikologie für Studium und Praxis. Berlin, Springer 1928.
- Vergiftungen, Leipzig, Thieme 1924